# Get Him Back!
"Get Him Back!" (estilizada em letras minúsculas) é uma canção gravada pela artista estadunidense Olivia Rodrigo, contida em seu segundo álbum de estúdio, Guts (2023). Rodrigo co-escreveu a canção com seu produtor Dan Nigro. Foi lançada pela Geffen Records em 8 de setembro de 2023.

## Antecedentes
Após o sucesso comercial do seu álbum de estreia, Sour (2021), Olivia Rodrigo continuou colaborando com Dan Nigro, que havia produzido todas as faixas do álbum. O álbum subsequente, Guts (2023), foi concebido quando ela tinha 19 anos, um ano que ela descreveu como "muita confusão, erros, constrangimentos e angústia típicos da adolescência". Guts foi anunciado em 26 de junho de 2023, e seu primeiro single, "Vampire", foi lançado quatro dias depois. A faixa alcançou o primeiro lugar em vários países,  incluindo os Estados Unidos, onde se tornou o terceiro single número um de Rodrigo na parada Billboard Hot 100.
Em 6 de julho de 2023, Rodrigo apresentou algumas faixas do álbum para a Vogue; Jia Tolentino observou que "Havia duas baladas cinematográficas comoventes, porém moldadas com uma nova autoconfiança. As outras duas faixas eram lúdicas e descontraídas — indícios, segundo Nigro, da mudança deste álbum em relação à melancolia". Em 31 de julho de 2023, Rodrigo divulgou um vídeo contendo pistas sobre a lista de faixas de Guts, destinado aos fãs para decifrarem. O vídeo a mostrava relaxando em um quarto, desempacotando caixas e experimentando diversos dispositivos, incluindo um teclado elétrico e uma máquina de escrever retrô. Em 1 de agosto de 2023, Rodrigo divulgou a lista de faixas, que inclui "Get Him Back!" como a oitava faixa. Um vídeo de teaser lançado junto com a lista de faixas continha cartas endereçadas a "258 get him back drive".